# Canal de Bergues
Canal de Bergues är en kanal i Belgien, på gränsen till Frankrike. Den ligger i den västra delen av landet, 120 km väster om huvudstaden Bryssel. Den fortsätter i Frankrike under namnet Canal de la Basse Colme.